# Microsoft Office 2019
Microsoft Office 2019 (друго издање кодног назива Office 16) је верзија Microsoft Office-а за Windows и Mac.  Представљен је 27. априла 2018. за Microsoft Windows и 12. јуна 2018. за macOS, а лансиран је 24. септембра 2018.  Неке функције које су раније биле ограничене на претплатнике на Office 365 доступне су у овом издању.  Office 2019 задржава исти број главне верзије 16, што га чини другим сталним издањем Office 16. За разлику од других верзија Microsoft Office-а, Office 2019 ће добити само две године продужене подршке, што значи да ће подршка за Office 2019 престати 14. октобра 2025. 

## Историја
Office 2019 је званично објављен 24. септембра 2018. за Windows и MacOS, након фазе прегледа раније те године. Office 2019 је дизајниран за кориснике који преферирају модел трајне лиценце, нудећи опцију једнократне куповине, за разлику од претплатничког Office 365. Иако укључује основне алате за продуктивност, Office 2019 не добија будућа ажурирања функција након почетног издања.

### Развој и издавање
Microsoft је 27. априла 2018. лансирао Office 2019 Commercial Preview за Windows, пружајући пословним корисницима и ИТ професионалцима рани приступ новом пакету. Office 2019 Commercial Preview је омогућио овим корисницима да тестирају производ у професионалним окружењима и дају повратне информације, што је помогло Microsoft-у да усаврши коначно издање. Ова верзија је била посебно усмерена на предузећа која преферирају традиционални модел лиценцирања уместо усвајања претплатничке услуге Office 365.
MacOS верзија Office 2019 Commercial Preview-а је изашла 12. јуна 2018.настављајући Microsoft-ову подршку корисницима на више платформи. Након те фазе, званично стабилно издање  постало је доступно јавности 24. септембра 2018. За разлику од Office 365, који обезбеђује редовна ажурирања функција заснованих на облаку, Office 2019 је дизајниран да остане статичан у смислу развоја функција, што га чини атрактивном опцијом за кориснике који преферирају стабилну платформу која се не развија за продуктивност.

### Пријем
Office 2019 је привукао пажњу јер је понудио алтернативу за Office 365 без претплате, што је привукло кориснике који преферирају традиционалнији модел лиценцирања. Међутим, такође је примећено да пакету недостају неке од напредних функција заснованих на облаку доступних у Office 365, који редовно добија ажурирања са новим функционалностима.

## Едиције

### Традиционалне едиције
Microsoft Office 2019 има иста трајна SKU издања намењена различитим тржиштима. Као и његов претходник, Microsoft Office 2019 садржи Word,Excel, PowerPoint и OneNote и лиценциран је за употребу на једном рачунару.  
Објављено је 5 трајних SKU издања Office 2019 за Виндовс:
- Home & Student: Овај малопродајни пакет укључује само основне апликације –  Word, Excel, PowerPoint, OneNote.[8]
- Home & Business: Овај малопродајни пакет укључује основне апликације и Outlook.[8]
- Standard: Овај пакет, доступан само преко канала количинског лиценцирања, укључује основне апликације, као и Outlook и Publisher.[10]
- Professional: Овај малопродајни пакет укључује основне апликације, као и Outlook, Publisher и Access.[8]
- Professional Plus: Овај пакет укључује основне апликације, као и Outlook, Publisher, Access и Skype за посао. [10] Ово издање је доступно преко малопродајних канала (претплата на алате за програмере као што су MSDN претплата и претплата на Visual Studio) и канала количинског лиценцирања.

| Програм(и)         | Home & Student | Home & Business | Standard | Professional | Professional Plus |
| ------------------ | -------------- | --------------- | -------- | ------------ | ----------------- |
| Основне апликације | Да             | Да              | Да       | Да           | Да                |
| Outlook            | Не             | Да              | Да       | Да           | Да                |
| Publisher          | Не             | Не              | Да       | Да           | Да                |
| Access             | Не             | Не              | Не       | Да           | Да                |
| Skype for Business | Не             | Не              | Не       | Не           | Да                |